# Siły Obrony Terytorialnej Sił Zbrojnych Ukrainy
Siły Obrony Terytorialnej Sił Zbrojnych Ukrainy (ukr. Сили територіальної оборони Збройних сил України) – formacja pomocnicza Sił Zbrojnych Ukrainy o dużym zakresie autonomii, do której należy przygotowywanie, organizacja i wykonywanie zadań obrony terytorialnej. Siłami Obrony Terytorialnej Sił Zbrojnych Ukrainy kieruje bezpośrednio Naczelny Dowódca Sił Zbrojnych Ukrainy za pośrednictwem Dowódcy Sił obrony terytorialnej.

## Historia

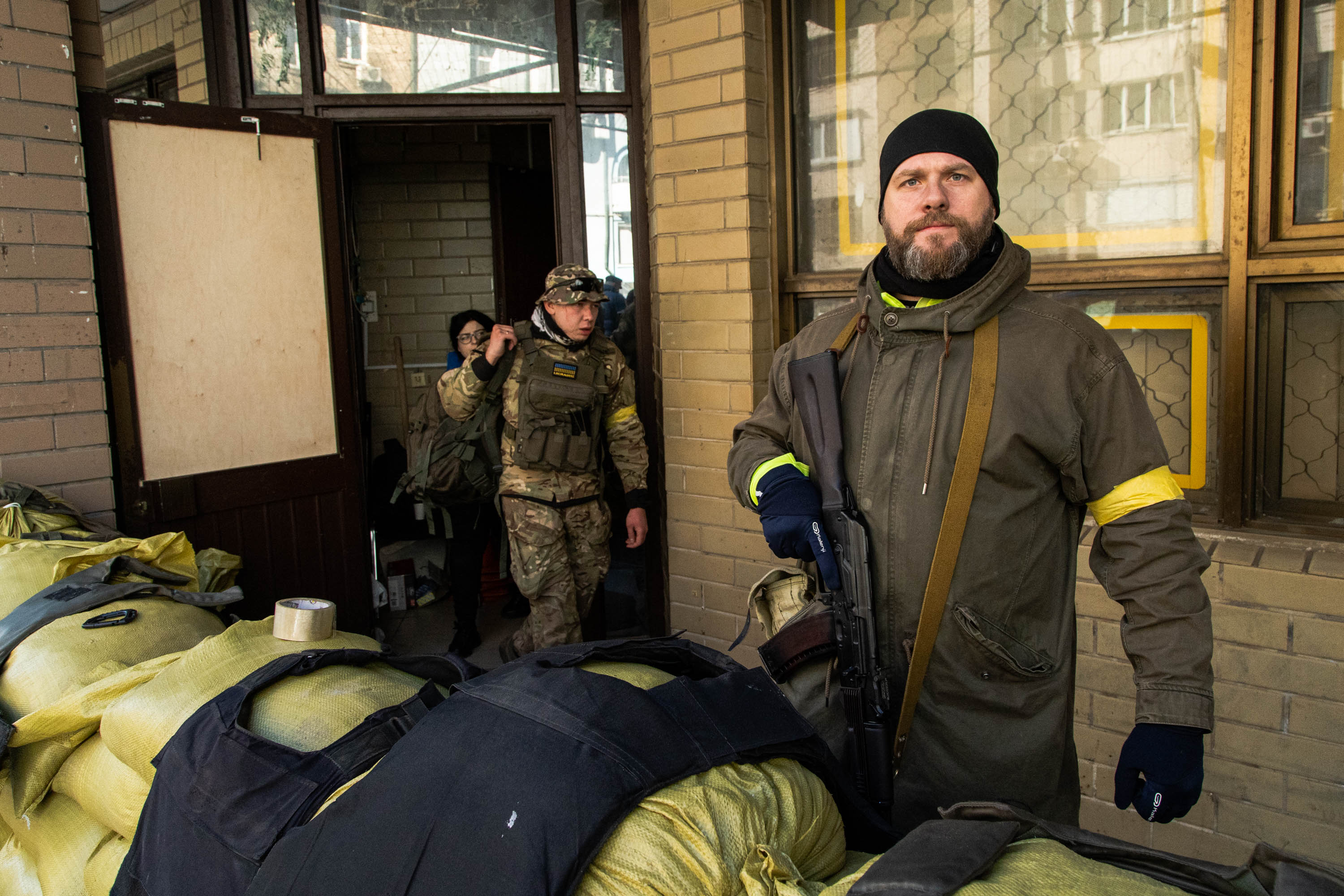
Żołnierze Sił Obrony Terytorialnej na służbie, 26 lutego 2022

Siły Obrony Terytorialnej Sił Zbrojnych Ukrainy powstały 1 stycznia 2022 roku na mocy Ustawy „O podstawach narodowego oporu”. W założeniach mają składać się z 25 brygad (jedna brygada na obwód), które zjednoczą ponad 150 batalionów (jeden batalion na rejon). Według pierwotnych planów formowanie jednostek Sił Obrony Terytorialnej miało zakończyć się do 15 lutego 2022 r.
Obrona terytorialna, wraz z ruchem oporu i przygotowaniem obywateli Ukrainy do narodowego oporu, jest częścią systemu Narodowego Oporu na Ukrainie.
Sił Obrony Terytorialnej Sił Zbrojnych Ukrainy nie należy mylić z batalionami obrony terytorialnej Sił Zbrojnych Ukrainy, które weszły w skład Wojsk Lądowych Ukrainy.
Siły Obrony Terytorialnej Sił Zbrojnych Ukrainy odegrały dużą rolę w pierwszym okresie obrony Ukrainy przed pełnoskalową inwazją Rosji w 2022 roku.